# Szendi-ér
A Szendi-ér a Bakonyban ered, Komárom-Esztergom vármegyében, mintegy 230 méteres tengerszint feletti magasságban. A patak forrásától kezdve északi irányban halad, majd Nagyigmándnál eléri a Concó-patakot.
A Komáromi-ér Szákszendtől északra torkollik a Szendi-érbe.
A Szendi-ér vízgazdálkodási szempontból a Bakonyér és Concó Vízgyűjtő-tervezési alegység működési területét képezi.

## Part menti települések
- Bokod
- Szákszend
- Nagyigmánd